# Bodíky
Bodíky (hongrois : Nagybodak) est un village de Slovaquie situé dans la région de Trnava.

## Histoire
Première mention écrite du village en 1272.

## Démographie

### Évolution de la population
| Année:               | 1994. | 2004.    | 2014.   | 2024.    |
| -------------------- | ----- | -------- | ------- | -------- |
| Nombre de personnes: | 362   | 288      | 268     | 296      |
| Différence:          |       | -20,44 % | -6,94 % | +10,44 % |

| Année:               | 2023. | 2024. |
| -------------------- | ----- | ----- |
| Nombre de personnes: | 296   | 296   |
| Différence:          |       | +0 %  |